# KazSat-3
KazSat-3 (in kazako ҚазСат-3?, QazSat-3) è un satellite per le telecomunicazioni lanciato il 28 aprile 2014 dal Cosmodromo di Bajkonur in Kazakhstan. con un lanciatore Proton-M. KazSat-3 è progettato per servizi di telecomunicazioni, trasmissione televisiva e accesso a Internet ad alta velocità in Kazakistan e nei paesi limitrofi. La navicella spaziale è stata sviluppata e prodotta in base al contratto con il Centro repubblicano di comunicazione spaziale nell'ambito del progetto di creazione di un sistema nazionale repubblicano di telecomunicazioni e di diffusione dello spazio.